# 2025-ös IndyCar Series szezon
A 2025-ös NTT IndyCar Series szezon a harmincadik szezonja lesz az IndyCar Seriesnek, és a száztizennegyedik az amerikai formaautós versenyzés történetében. Az idény március 2-án kezdődik meg a Streets of St. Petersburg-i pályán és augusztus 31-én ér véget a Music City Grand Prix pályán. A címvédő Álex Palou. 2025. augusztus 10-én Álex Palou Portlandban, két hétvégével a szezon vége előtt bebiztosította bajnoki címét, ami sorozatban harmadik volt, összességében negyedik.

## Az új IndyCar
16 év után a 2025-ös szezont lesz az első, amelyet már nem az NBC közvetít, hanem a Fox Broadcasting Company-vel kötött a sorozat médiaszerződést, így a Fox Sports közvetíti a versenyhétvégéket.
2024. szeptember 23-án az IndyCar bejelentette első charter-rendszerét, amely 2025-ben kezdődik és 2031-ig tart. 25 charter került kiosztásram egy csapat maximum háromra tarthat igényt. A charterrel rendelkező csapatok garantált részvételi jogot birtokol a szezon futamaira, azaz nem fenyegeti őket a kvalifikációkon való kiesés lehetősége, kivéve az Indianapolisi 500-at, ahova mindenkinek önerőből kell kvalifikálnia magát. A Prema Racing új belépőként nem rendelkezik Leaders Circle jogosultsággal. A 25 charterből csak 22 autó kap plusz pénzdíjat a Leaders Circle programban. A mezőny maximális létszámát az Indy 500-at leszámítva) 27 autóban határozzák meg, ha egy másik csapat részidős, extra autó nevezése mellett dönt, akkor azzal kell kvalifikálnia a rajtrácsra. Autónként legfeljebb három versenyzőt lehet indítani a teljes szezon során.

## Csapatok és versenyzők
Minden nevező a Dallara DW12-es konstrukciójával és a 2018-as aerokittel teljesítette a kiírást. A sorozat hivatalos gumibeszállítója az amerikai Firestone.
| Csapat                              | Motor     | Rajtszám | Versenyző(k)        | Fordulók | Forrás(ok)    |
| ----------------------------------- | --------- | -------- | ------------------- | -------- | ------------- |
| A. J. Foyt Racing                   | Chevrolet | 14       | Santino Ferrucci    | Összes   | [ 8 ]         |
| A. J. Foyt Racing                   | Chevrolet | 41       | David Malukas       | Összes   | [ 9 ]         |
| Andretti Global with Curb-Agajanian | Honda     | 26       | Colton Herta        | Összes   | [ 10 ]        |
| Andretti Global                     | Honda     | 27       | Kyle Kirkwood       | Összes   | [ 11 ]        |
| Andretti Global                     | Honda     | 28       | Marcus Ericsson     | Összes   | [ 12 ]        |
| Arrow McLaren                       | Chevrolet | 5        | Patricio O’Ward     | Összes   | [ 13 ]        |
| Arrow McLaren                       | Chevrolet | 6        | Nolan Siegel        | Összes   | [ 14 ]        |
| Arrow McLaren                       | Chevrolet | 7        | Christian Lundgaard | Összes   | [ 15 ]        |
| Arrow McLaren/Rick Hendrick         | Chevrolet | 17       | Kyle Larson Ú       | 6        | [ 16 ]        |
| Chip Ganassi Racing                 | Honda     | 8        | Kyffin Simpson      | Összes   | [ 17 ] [ 18 ] |
| Chip Ganassi Racing                 | Honda     | 9        | Scott Dixon         | Összes   | [ 19 ]        |
| Chip Ganassi Racing                 | Honda     | 10       | Álex Palou          | Összes   | [ 20 ]        |
| Dale Coyne Racing                   | Honda     | 18       | Rinus VeeKay        | később   | [ 21 ]        |
| Dale Coyne Racing                   | Honda     | 51       | Jacob Abel Ú        | később   | [ 22 ]        |
| DRR-Cusick Motorsports              | Chevrolet | 23       | Ryan Hunter-Reay    | 6        | [ 23 ] [ 24 ] |
| DRR-Cusick Motorsports              | Chevrolet | 24       | Jack Harvey         | 6        | [ 24 ]        |
| Ed Carpenter Racing                 | Chevrolet | 20       | Alexander Rossi     | Összes   | [ 25 ]        |
| Ed Carpenter Racing                 | Chevrolet | 21       | Christian Rasmussen | Összes   | [ 25 ]        |
| Ed Carpenter Racing                 | Chevrolet | később   | Ed Carpenter        | 6        | [ 25 ]        |
| Juncos Hollinger Racing             | Chevrolet | 77       | Sting Ray Robb      | később   | [ 26 ]        |
| Juncos Hollinger Racing             | Chevrolet | 78       | Conor Daly          | később   | [ 27 ]        |
| Meyer Shank Racing                  | Honda     | 06       | Hélio Castroneves   | 6        | [ 28 ]        |
| Meyer Shank Racing                  | Honda     | 60       | Felix Rosenqvist    | Összes   | [ 29 ]        |
| Meyer Shank Racing                  | Honda     | 66       | Marcus Armstrong    | Összes   | [ 30 ]        |
| Prema Racing                        | Chevrolet | 83       | Robert Svarcman Ú   | Összes   | [ 31 ]        |
| Prema Racing                        | Chevrolet | 90       | Callum Ilott        | Összes   | [ 32 ]        |
| Rahal Letterman Lanigan Racing      | Honda     | 15       | Graham Rahal        | Összes   | [ 33 ]        |
| Rahal Letterman Lanigan Racing      | Honda     | 30       | Devlin DeFrancesco  | Összes   | [ 34 ]        |
| Rahal Letterman Lanigan Racing      | Honda     | 45       | Louis Foster Ú      | Összes   | [ 35 ]        |
| Team Penske                         | Chevrolet | 2        | Josef Newgarden     | Összes   | [ 36 ]        |
| Team Penske                         | Chevrolet | 3        | Scott McLaughlin    | Összes   | [ 37 ]        |
| Team Penske                         | Chevrolet | 12       | Will Power          | Összes   | [ 38 ]        |

Megjegyzés:
1. ↑  Technikai együttműködés a Team Penske csapattal
2. ↑  Technikai együttműködés a Chip Ganassi Racinggel

## Átigazolások

### Csapatváltások
- Alexander Rossi; Arrow McLaren versenyző → Ed Carpenter Racing versenyző[25]
- Christian Lundgaard; Rahal Letterman Lanigan Racing versenyző → Arrow McLaren versenyző[15]
- David Malukas; Meyer Shank Racing versenyző → A. J. Foyt Racing versenyző[9]
- Marcus Armstrong; Chip Ganassi Racing versenyző → Meyer Shank Racing versenyző[30]
- Sting Ray Robb; Juncos Hollinger Racing versenyző → A. J. Foyt Racing versenyző[26]
- Rinus VeeKay; Ed Carpenter Racing versenyző → Dale Coyne Racing versenyző[39][21]

### Újonc pilóták
- Louis Foster; Indy NXT, Andretti Global versenyző → Rahal Letterman Lanigan Racing versenyző[35]
- Robert Svarcman; Hosszútávú-világbajnokság, AF Corse versenyző → Prema Racing versenyző[31]
- Jacob Abel; Indy NXT, Abel Motorsports → Dale Coyne Racing versenyző[22]

### Távozó pilóták
- Linus Lundqvist; Chip Ganassi Racing versenyző → később
- Pietro Fittipaldi; Rahal Letterman Lanigan Racing versenyző → később
- Romain Grosjean; Juncos Hollinger Racing versenyző → IMSA SportsCar Championship - GTP, Automobili Lamborghini Squadra Corse versenyző[40]

### Visszatérő versenyzők
- Callum Ilott; Hosszútávú-világbajnokság, Hertz Team Jota versenyző → Prema Racing versenyző[32]
- Devlin DeFrancesco; IMSA SportsCar Championship, Forte Racing versenyző → Rahal Letterman Lanigan Racing versenyző[34]

### Debütáló csapatok
- Prema Racing[41][42]

### Csapatváltozások
- A Chip Ganassi Racing három autót indít ebben a szezonban az előző évi öt helyett.[43]
- A Meyer Shank Racing az Andretti Globallal való technikai együttműködését megszüntette és a Chip Ganassi Racinggel folytatja tovább.[44]

## Versenynaptár
2024. június 13-án hozták nyilvánosságra előzetes versenynaptár.
| Forduló | Verseny neve                           | Pálya                                     | Helyszín                | Dátum         |
| ------- | -------------------------------------- | ----------------------------------------- | ----------------------- | ------------- |
| 1       | Firestone Grand Prix of St. Petersburg | U Streets of St. Petersburg               | St. Petersburg, Florida | Március 2.    |
| 2       | The Thermal Club IndyCar Grand Prix    | É The Thermal Club                        | Thermal, Kalifornia     | Március 23.   |
| 3       | Acura Grand Prix of Long Beach         | U Streets of Long Beach                   | Long Beach, Kalifornia  | Április 13.   |
| 4       | Children's of Alabama Indy Grand Prix  | É Barber Motorsports Park                 | Birmingham, Alabama     | Május 4.      |
| 5       | Sonsio Grand Prix                      | É Indianapolis Motor Speedway Road Course | Speedway, Indiana       | Május 10.     |
| 6       | 109th Running of the Indianapolis 500  | O Indianapolis Motor Speedway             | Speedway, Indiana       | Május 25.     |
| 7       | Chevrolet Detroit Grand Prix           | U Streets of Detroit                      | Detroit, Michigan       | Június 1.     |
| 8       | Bommarito Automotive Group 500         | O World Wide Technology Raceway           | Madison, Illinois       | Június 15.    |
| 9       | XPEL Grand Prix at Road America        | É Road America                            | Elkhart Lake, Wisconsin | Június 22.    |
| 10      | Honda Indy 200 at Mid-Ohio             | É Mid-Ohio Sports Car Course              | Lexington, Ohio         | Július 6.     |
| 11      | Hy-Vee Homefront 250                   | O Iowa Speedway                           | Newton, Iowa            | Július 12.    |
| 12      | Hy-Vee One Step 250                    | O Iowa Speedway                           | Newton, Iowa            | Július 13.    |
| 13      | Ontario Honda Dealers Indy Toronto     | U Exhibition Place                        | Toronto, Ontario        | Július 20.    |
| 14      | Firestone Grand Prix of Monterey       | É WeatherTech Raceway Laguna Seca         | Monterey, Kalifornia    | Július 27.    |
| 15      | BitNile.com Grand Prix of Portland     | É Portland International Raceway          | Portland, Oregon        | Augusztus 10. |
| 16      | Hy-Vee Milwaukee Mile 250              | O Milwaukee Mile                          | West Allis, Wisconsin   | Augusztus 24. |
| 17      | Big Machine Music City Grand Prix      | O Nashville Superspeedway                 | Lebanon, Tennessee      | Augusztus 31. |

## Eredmények

### Összefoglaló
| Forduló | Verseny             | Pole-pozíció        | Leggyorsabb kör   | Legtöbb élen töltött kör | Győztes       | Győztes             | Győztes   | Listavezető | Előny |
| Forduló | Verseny             | Pole-pozíció        | Leggyorsabb kör   | Legtöbb élen töltött kör | Versenyző     | Csapat              | Gyártó    | Listavezető | Előny |
| ------- | ------------------- | ------------------- | ----------------- | ------------------------ | ------------- | ------------------- | --------- | ----------- | ----- |
| 1       | St. Petersburg      | Scott McLaughlin    | Josef Newgarden   | Scott McLaughlin         | Álex Palou    | Chip Ganassi Racing | Honda     | Álex Palou  | 10    |
| 2       | Thermal Club        | Pato O'Ward         | Pato O'Ward       | Pato O'Ward              | Álex Palou    | Chip Ganassi Racing | Honda     | Álex Palou  | 39    |
| 3       | Long Beach          | Kyle Kirkwood       | Kyffin Simpson    | Kyle Kirkwood            | Kyle Kirkwood | Andretti Global     | Honda     | Álex Palou  | 34    |
| 4       | Birmingham, Alabama | Álex Palou          | Álex Palou        | Álex Palou               | Álex Palou    | Chip Ganassi Racing | Honda     | Álex Palou  | 60    |
| 5       | IMS                 | Álex Palou          | Álex Palou        | Graham Rahal             | Álex Palou    | Chip Ganassi Racing | Honda     | Álex Palou  | 97    |
| 6       | Indianapolisi 500   | Robert Svarcman     | Hélio Castroneves | Szató Takuma             | Álex Palou    | Chip Ganassi Racing | Honda     | Álex Palou  | 112   |
| 7       | Detroit             | Colton Herta        | Kyffin Simpson    | Kyle Kirkwood            | Kyle Kirkwood | Andretti Global     | Honda     | Álex Palou  | 90    |
| 8       | Gateway             | Will Power          | Álex Palou        | David Malukas            | Kyle Kirkwood | Andretti Global     | Honda     | Álex Palou  | 73    |
| 9       | Road America        | Louis Foster        | Felix Rosenqvist  | Scott Dixon              | Álex Palou    | Chip Ganassi Racing | Honda     | Álex Palou  | 93    |
| 10      | Mid-Ohio            | Álex Palou          | Scott McLaughlin  | Álex Palou               | Scott Dixon   | Chip Ganassi Racing | Honda     | Álex Palou  | 113   |
| 11      | Iowa 1              | Josef Newgarden     | Pato O'Ward       | Josef Newgarden          | Pato O'Ward   | Arrow McLaren       | Chevrolet | Álex Palou  | 105   |
| 12      | Iowa 2              | Álex Palou          | David Malukas     | Álex Palou               | Álex Palou    | Chip Ganassi Racing | Honda     | Álex Palou  | 129   |
| 13      | Toronto             | Colton Herta        | Colton Herta      | Álex Palou               | Pato O'Ward   | Arrow McLaren       | Chevrolet | Álex Palou  | 99    |
| 14      | Laguna Seca         | Álex Palou          | Álex Palou        | Álex Palou               | Álex Palou    | Chip Ganassi Racing | Honda     | Álex Palou  | 121   |
| 15      | Portland            | Christian Lundgaard | Will Power        | Will Power               | Will Power    | Team Penske         | Chevrolet | Álex Palou  | 151   |
| 16      | Milwaukee           |                     |                   |                          |               |                     |           | Álex Palou  |       |
| 17      | Nashville           |                     |                   |                          |               |                     |           | Álex Palou  |       |

1. ↑  Christian Lundgaard szerezte meg a pole-t, de motorcserés büntetése miatt Pato O'Ward indulhatott az élről.

#### Pontrendszer
| Helyezés             | 1. | 2. | 3. | 4. | 5. | 6. | 7. | 8. | 9. | 10. | 11. | 12. | 13. | 14. | 15. | 16. | 17. | 18. | 19. | 20. | 21. | 22. | 23. | 24. | 25+. |
| Versenyek            | 50 | 40 | 35 | 32 | 30 | 28 | 26 | 24 | 22 | 20  | 19  | 18  | 17  | 16  | 15  | 14  | 13  | 12  | 11  | 10  | 9   | 8   | 7   | 6   | 5    |
| Indy500 kvalifikáció | 9  | 8  | 7  | 6  | 5  | 4  | 3  | 2  | 1  |     |     |     |     |     |     |     |     |     |     |     |     |     |     |     |      |
| -------------------- | -- | -- | -- | -- | -- | -- | -- | -- | -- | --- | --- | --- | --- | --- | --- | --- | --- | --- | --- | --- | --- | --- | --- | --- | ---- |

### Versenyzők
| Helyezés | Versenyző           | STP | THE | LBH | ALA | IGP | INDY | DET | GAT  | ROA | MDO | IOW | IOW | TOR  | LAG | POR | MIL | NSH | Pont |
| -------- | ------------------- | --- | --- | --- | --- | --- | ---- | --- | ---- | --- | --- | --- | --- | ---- | --- | --- | --- | --- | ---- |
| 1        | Álex Palou          | 1L  | 1L  | 2   | 1L* | 1L  | 16L  | 25  | 8    | 1L  | 2L* | 5L  | 1L* | 12L* | 1L* | 3L  |     |     | 626  |
| 2        | Pato O’Ward         | 11  | 2L* | 13  | 6   | 2   | 33L  | 7L  | 2L   | 17  | 5   | 1L  | 5   | 1L   | 4   | 25L |     |     | 475  |
| 3        | Scott Dixon         | 2L  | 10  | 8L  | 12  | 5   | 204  | 11L | 4L   | 9L* | 1L  | 10  | 2   | 10   | 5   | 11  |     |     | 411  |
| 4        | Christian Lundgaard | 8L  | 3   | 3L  | 2   | 16  | 78   | 8   | 14   | 24L | 3   | 21  | 6   | 13   | 2   | 2   |     |     | 398  |
| 5        | Kyle Kirkwood       | 5   | 8   | 1L* | 11  | 8   | 32   | 1L* | 1L   | 4L  | 8   | 26  | 18L | 6    | 16  | 20  |     |     | 387  |
| 6        | Will Power          | 26  | 6   | 5   | 5   | 3   | 16   | 4L  | 27   | 14  | 26  | 3L  | 24  | 11   | 7   | 1L* |     |     | 342  |
| 7        | Felix Rosenqvist    | 7   | 5   | 4   | 13  | 10  | 45   | 21L | 16L  | 2L  | 6   | 17  | 7   | 19   | 24  | 9   |     |     | 337  |
| 8        | Colton Herta        | 16L | 4   | 7   | 7   | 25  | 14   | 3L  | 17   | 16  | 4L  | 13  | 20  | 4L   | 3   | 10  |     |     | 333  |
| 9        | Marcus Armstrong    | 24L | 7   | 14L | 17L | 7L  | 18   | 6   | 9    | 5   | 7   | 9L  | 3   | 14   | 8   | 8   |     |     | 331  |
| 10       | David Malukas       | 13  | 18  | 17  | 16  | 23  | 27L  | 14  | 12L* | 7L  | 17  | 12  | 4   | 9    | 13  | 19  |     |     | 287  |
| 11       | Scott McLaughlin    | 4L* | 27  | 6   | 3L  | 4   | 3010 | 12L | 24L  | 12L | 23  | 4   | 26  | 26   | 10  | 7   |     |     | 285  |
| 12       | Rinus VeeKay        | 9   | 17  | 19  | 4   | 9   | 27   | 27  | 7L   | 10  | 9   | 16  | 12  | 2L   | 23  | 17  |     |     | 272  |
| 13       | Christian Rasmussen | 15  | 12  | 23  | 15  | 19  | 6L   | 24L | 3L   | 18  | 25  | 6   | 8   | 20   | 9   | 12  |     |     | 257  |
| 14       | Santino Ferrucci    | 14  | 14  | 11  | 18  | 20  | 5    | 2   | 5L   | 3   | 16  | 8   | 15  | Ni   | 22  | 27  |     |     | 253  |
| 15       | Graham Rahal        | 12  | 11  | 22  | 14  | 6L* | 17   | 20  | 22   | 20  | 24  | 11  | 19  | 7    | 12  | 4L  |     |     | 246  |
| 16       | Alexander Rossi     | 10  | 9L  | 15  | 8   | 14  | 28L  | 10  | 11L  | 13  | 15  | 25  | 17  | 25   | 15  | 5   |     |     | 244  |
| 17       | Kyffin Simpson      | 18  | 15  | 10L | 21  | 27  | 25   | 5   | 15   | 6L  | 10L | 18  | 13  | 3    | 27  | 21  |     |     | 240  |
| 18       | Josef Newgarden     | 3L  | 13  | 27  | 10  | 12  | 22   | 9   | 25L  | 25  | 27  | 2L* | 10L | 24   | 11  | 24L |     |     | 239  |
| 19       | Conor Daly          | 17  | 16  | 25  | 19  | 15  | 8L   | 17  | 6L   | 22  | 19  | 7   | 16  | 15   | 14  | 26  |     |     | 220  |
| 20       | Marcus Ericsson     | 6   | 21  | 12  | 20  | 26  | 319  | 13  | 13L  | 21  | 12  | 15  | 22  | 5L   | 25  | 22  |     |     | 208  |
| 21       | Nolan Siegel        | 25  | 19  | 20  | 9   | 13  | 13   | 19  | 19   | 8   | 11  | 24  | Ni  | 18   | 18L | 16  |     |     | 195  |
| 22       | Callum Ilott        | 19  | 26  | 21  | 23  | 22  | 33   | 26  | 18L  | 15  | 13  | 23  | 21  | 8    | 6   | 6   |     |     | 191  |
| 23       | Louis Foster Ú      | 27  | 24  | 16  | 26  | 11  | 12   | 22L | 26   | 11L | 14  | 14  | 14  | 21   | 17  | 13  |     |     | 189  |
| 24       | Robert Svarcman Ú   | 20  | 22  | 18  | 25  | 18  | 261L | 16  | 10   | 27  | 21  | 20  | 9   | 16   | 21  | 15  |     |     | 183  |
| 25       | Sting Ray Robb      | 21  | 23  | 9L  | 22  | 21  | 23   | 15  | 20   | 26  | 18  | 22  | 23  | 17   | 19  | 14  |     |     | 160  |
| 26       | Devlin DeFrancesco  | 22  | 20  | 24  | 24  | 17L | 11L  | 23  | 23   | 19  | 20  | 19  | 25  | 22   | 20  | 18  |     |     | 145  |
| 27       | Jacob Abel Ú        | 23  | 25  | 26  | 27  | 24  | Nk   | 18  | 21   | 23  | 22  | 27  | 11  | 23   | 26  | 23  |     |     | 107  |
| 28       | Szató Takuma        |     |     |     |     |     | 92L* |     |      |     |     |     |     |      |     |     |     |     | 36   |
| 29       | Hélio Castroneves   |     |     |     |     |     | 10   |     |      |     |     |     |     |      |     |     |     |     | 20   |
| 30       | Ed Carpenter        |     |     |     |     |     | 15L  |     |      |     |     |     |     |      |     |     |     |     | 16   |
| 31       | Jack Harvey         |     |     |     |     |     | 19L  |     |      |     |     |     |     |      |     |     |     |     | 12   |
| 32       | Ryan Hunter-Reay    |     |     |     |     |     | 21L  |     |      |     |     |     |     |      |     |     |     |     | 10   |
| 33       | Kyle Larson Ú       |     |     |     |     |     | 24   |     |      |     |     |     |     |      |     |     |     |     | 6    |
| 34       | Marco Andretti      |     |     |     |     |     | 29   |     |      |     |     |     |     |      |     |     |     |     | 5    |
| Helyezés | Versenyző           | STP | THE | LBH | ALA | IGP | INDY | DET | GAT  | ROA | MDO | IOW | IOW | TOR  | LAG | POR | MIL | NSH | Pont |

| Szín       | Eredmény                   |
| ---------- | -------------------------- |
| Arany      | Győztes                    |
| Ezüst      | 2. helyezett               |
| Bronz      | 3. helyezett               |
| Zöld       | 4. és 5. hely              |
| Világoskék | 6-10. hely között          |
| Sötétkék   | Top 10-en kívül            |
| Lila       | Nem ért célba              |
| Piros      | Nem kvalifikált (DNQ, NK)  |
| Barna      | Visszavonult az eseménytől |
| Fekete     | Kizárva (DSQ, Kiz)         |
| Fehér      | Nem indult (DNS, Ni)       |
| Fehér      | Verseny törölve (T)        |
| Üres       | Nem vett részt             |

| In-line notation |                                             |
| Félkövér         | Pole-pozíció(1 pont; kivéve az Indy 500-at) |
| Dőlt             | Verseny leggyorsabb köre                    |
| L                | Élen töltött kör (1 pont)                   |
| *                | Legtöbb élen töltött kör (2 pont)           |
| 1–9              | Indy 500 "Fast Nine" bónuszpont             |
| c                | Időmérő törölve (nem jár bónuszpont)        |
| Ú                | Újonc                                       |
| ÉÚ               | Év újonca                                   |

## Megjegyzés
1. ↑  Santino Ferrucci és a #14 A. J. Foyt Racing rajtszámú autója 25 pontos büntetést és 25 000 dolláros pénzbírságot kapott a Detroiti Nagydíjon a helytelenül használt ballasztsúlyára vonatkozóan előírt tűréshatár megsértéséért, valamint az élen töltött körökért járó bónuszponttól is megfosztották és nem jogosultak a motorgyártói pontokra.[47]